# Шлюпас, Рокас
Рокас Шлюпас (лит. Rokas Šliūpas; 2 июня 1865, Раканджяй — 26 мая 1959, Гарлява) — литовский врач, соучредитель и председатель Литовского Красного Креста с 1919 по 1932 год. Получив образование в Санкт-Петербурге и Москве, Шлюпас начал частную медицинскую практику в Арёгале. Одновременно с этим он активно поддерживал литовских книгоношей, за что был арестован царской охранкой в 1900 году и сослан в Казань. В качестве врача Шлюпас был мобилизован в Русскую императорскую армию во время Русско-японской войны 1904—1905 годов и Первой мировой войны 1914—1918 годов. В Литве он был активным участником Литовского национального пробуждения, организовывая различные общества, в том числе культурное общество «Дайна» (которое он возглавлял в 1904—1906 годах) и просветительное общество «Сауле». Шлюпас стал первым председателем Литовского Красного Креста и работал над созданием трёх больниц в 1919 году, организацией медицинской помощи военнопленным и беженцам в трудные послевоенные годы. Он также работал над превращением Бирштонаса в курортный город, строительством новой больницы в Клайпеде (открыта в 1933 году) и туберкулёзного санатория в Панемуне (открыт в 1932 году). В 1932 году Шлюпас ушёл с поста председателя Литовского Красного Креста из-за разногласий с авторитарным режимом президента Литвы Антанаса Сметоны, после чего занялся частной медицинской практикой.

## Ранняя биография и образование
Рокас Шлюпас родился 2 июня 1865 года в зажиточной семье в Раканджяе (близ Грузджяя, входившего тогда в состав Российской империи). Согласно воспоминаниям его брата, известного литовского активиста Йонаса Шлюпаса, в их семье были популярны рассказы о своих богатых предках, род которых восходил к временам великого князя Витовта, умершего в 1430 году. Его дядя Алоизас учился в Кражяйской коллегии, а позже стал священником. С помощью своего дяди Шлюпас получил начальное образование и поступил в Митавскую гимназию в 1874 году. В гимназии он заинтересовался литовским языком и культурой и, когда его брат Йонас стал редактором газеты «Аушра», помогал распространять нелегальную литовскую прессу.
В 1884 году Шлюпас окончил гимназию и поступил в Санкт-Петербургский университет, где изучал биологию. Там он писал от руки вестник «Žinių nešėjas» на литовском языке. Шлюпас работал с Винцасом Кудиркой над созданием газеты «Варпас» на литовском языке. Он помог собрать средства на неё и встречался с издателем Марцинасом Янкусом в Восточной Пруссии. После окончания университета в 1889 году Шлюпас решил изучать медицину в Московском университете. Там он был соседом по комнате и близким другом Казиса Гринюса, будущего президента Литвы. Шлюпас окончил медицинский факультет в 1894 году.

## Врач и политический активист
В 1891—1893 годах Шлюпас помогал бороться со вспышкой холеры, ставшей следствием голода в России 1891—1892 годов. После окончания университета он некоторое время работал в клиниках Кёнигсбергского университета, прежде чем занялся частной практикой в Арёгале. Шлюпас активно поддерживал литовских книгоношей, которые перевозили и распространяли запрещённые литовские издания. Он был вовлечён в крупный судебный процесс против литовских активистов и книгоношей в 1900 году (известный как дело Людаса Вайнейкиса) и был приговорён к двум годам ссылки в феврале 1902 года. Шлюпас был отправлен в Казань. Он ненадолго вернулся в Литву в 1904 году, но был мобилизован для службы в качестве врача в Русско-японской войне, в этом качестве он участвовал среди прочего и в Мукденском сражении. Шлюпас вернулся в Литву и поселился в Гарляве, где жил до самой смерти. Запрет на литовскую латиницу был снят в 1904 году, и литовцам было разрешено организовывать свои собственные культурные общества. Шлюпас стал их активным организатором. Он помогал основать и в 1904—1906 годах возглавлял общество «Дайна», проводившее концерты и театральные представления. Шлюпас также участвовал в создании общества «Сауле», занимавшегося открытием литовскоязычных школ, и «Литовского научного общества», содействовавшего научным исследованиям, а также поддерживал журналы «Ateitis» и «Pavasaris», предназначавшиеся для католической молодёжи. В 1910 году вместе с Салямонасом Банайтисом и другими он организовал потребительский кооператив «Неманас», председателем которого он был в 1910—1914 годах.
В начале Первой мировой войны в 1914 году Шлюпаса снова мобилизовали. Он руководил передвижным лазаретом, организованным Каунасским госпиталем Красного Креста, но как политически неблагонадёжный активист был переведён в тыл. Шлюпас вернулся в Литву в 1918 году, став учителем гигиены в Каунасской семинарии и членом Литовского совета, формировавшего местную администрацию в районе Каунаса. Он также был членом правления профсоюза электрификационных компаний. В 1922 году Шлюпас стал председателем государственной экзаменационной комиссии врачей. В отличие от многих других литовских активистов того времени, он не был увлечен писательством и опубликовал всего пару статей в литовской прессе.

## Красный Крест
В январе 1919 года Шлюпас в числе прочих стал основателем Литовского Красного Креста. Он был избран его первым председателем и работал в нём над открытием и восстановлением Каунасской больницы Красного Креста, созданием ещё одной инфекционной больницы в Каунасе и открытием новой больницы в Паневежисе. В течение 1919 года в этих трёх больницах было обслужено около 4000 пациентов. Литовский Красный Крест организовывал отделения в городах и посёлках по всей Литве, курсы подготовки для медсестёр и акушерок, помогал вести переговоры об обмене военнопленными, проводил медицинские осмотры возвращающихся в Литву беженцев, оказывал гуманитарную помощь литовским военнопленным и депортированным в Россию, лечил раненых в ходе Войны за независимость Литвы. Литовский Красный Крест стал признанным членом Международного комитета Красного Креста в августе 1923 года. В 1924 году он начал издавать журнал «Žiburėlis» для детей, среди редакторов которого был и Шлюпас. Он также работал над превращением Бирштонаса в курортный город, строительством новой больницы в Клайпеде (открыта в 1933 году) и туберкулёзного санатория в Панемуне (открыт в 1932 году). В 1932 году Шлюпас подал в отставку с поста председателя литовского Красного Креста из-за разногласий с авторитарным режимом президента Антанаса Сметоны. В апреле 1932 года президент Сметона принял закон, регулировавший деятельность Литовского Красного Креста (он стал подотчётен Министерству внутренних дел) и утверждавший должность специального правительственного инспектора, имевшего широкие полномочия, позволявшие ему вмешиваться в деятельность общества.

## Поздняя биография
После ухода из Литовского Красного Креста Шлюпас жил в Гарляве (в 1939 году он переехал в соседний Пагиряй) и занимался частной медицинской практикой. После Второй мировой войны его три дочери обосновались в США. В то время как его сын Миндаугас Шлюпас, игрок сборной Литвы по баскетболу, был арестован и депортирован в Сибирь в 1945 году. Рокасу же удалось избежать советских репрессий. Он работал директором Гарлявской амбулатории в 1945—1949 годах и ответственным за вакцинации в 1949—1951 годах. Рокас Шлюпас умер в 1959 году в возрасте 93 лет. Он был награждён медалями Красного Креста Германии, Латвии, Эстонии. В 1999 году Литовский Красный крест учредил премию имени Рокаса Шлюпаса. В 2012 году поликлиникa Гарлявы была переименована в его честь.